# Paus Gregorius V
Gregorius V, geboren als Bruno of Brun van Karinthië (geboorteplaats onbekend, ca. 972 - Rome, 18 februari 999) was paus van 3 mei 996 tot zijn dood.
Hij was een zoon van hertog Otto I van Karinthië, een kleinzoon van keizer Otto I van het Heilige Roomse Rijk. Bruno werkte als hofkapelaan bij zijn vaders neef, de op dat moment Rooms-Duitse koning Otto III, die hem voordroeg als opvolger van paus Johannes XV.
Bruno van Karinthië werd zodoende op 24-jarige leeftijd de eerste Duitse paus. (Soms wordt ook Bonifatius II als de eerste Duitse paus beschouwd, alhoewel hij eigenlijk Ostrogoot was.)
Hij koos voor de naam Gregorius, die niet in zijn familie voorkwam, omdat deze hem zou herinneren aan de bekendste van zijn voorgangers. Deze voorganger was waarschijnlijk Gregorius de Grote.

## Pontificaat
Politiek gezien was Gregorius loyaal aan de keizer en hij schonk veel buitengewone privileges aan kerken en kloosters in het Heilige Roomse Rijk. Een van zijn eerste pauselijke handelingen was de keizerskroning van Otto, die op 21 mei 996 plaatsvond. Enkele dagen nadat Otto was gekroond, hielden ze gezamenlijk een synode. Tijdens deze synode werd bisschop Arnulf weer aan het hoofd van het bisdom Reims geplaatst, terwijl de toekomstige paus Silvester II als een indringer opzij werd gezet. Robert II van Frankrijk, die op zijn recht om zelf bisschoppen te benoemen had gestaan, werd gedwongen dat recht op te geven.
Na een pontificaat van twee jaar en negen en een halve maand overleed hij. Hij werd begraven in de oude Sint-Pietersbasiliek, aan de rechterzijde van zijn voorganger en naamgenoot Gregorius de Grote. 

## Grafschrift
Uit het epitaaf van Gregorius blijkt duidelijk de sterke band tussen hem en keizer Otto III. Het grafschrift verhaalt onder meer dat het Otto was die Gregorius koos om paus te worden, en toont duidelijk de Germaanse komaf van Gregorius. Voluit luidt het grafschrift als volgt:
HIC QUEM CLAUDIT HUMUS, OCULIS VULTUQUE DECORUM PAPA FUIT QUINTUS NOMINE GREGORIUS ANTE TAMEN BRUNO FRANCORUM REGIA PROLES FILIUS OTTONIS DE GENITRICE IUDITH LINGUA TEUTONICUS VUANGIA DOCTUS IN URBE SED IUVENIS CATHEDRAM SEDIT APOSTOLICAM AD BINOS ANNOS ET MENSES CIRCITER OCTO TER SENOS FEBRUAO CONNUMERANTE DIES PAUPERIBUS DIVES PER SINGULA SABBATA VESTES DIVISIT NUMERO CAUTUS APOSTOLICO USUS FRANCISCA VULGARI ET VOCE LATINA INSTITUIT POPULUS ELOQUIO TRIPLICI TERTIUS OTTOT SIBI PETRI COMMISIT OVILE COGNATIS MANIBUS UNCTUS IN IMPERIUM EXUIT ET POSTQUEM TERRENA VINCULA CARNIS AEQUIVOCI DEXTRO SUSTITUIT LATERI DECESSIT XII KAL. MART.
Vertaling: 

Hij die die deze aarde omsluit, schoon van ogen en gezicht, was de vijfde paus genaamd Gregorius. Eerder echter heette hij Bruno, een telg uit het Frankische koningsgeslacht, zoon van Otto uit zijn moeder Judith. Qua taal een Teutoon, in Worms geschoold tot geleerde, nam hij nog als jongeman zitting op de apostolische troon, tot dat, na twee jaar en ongeveer acht maanden, februari driemaal zes dagen telde. Aan de armen verdeelde hij, als rijke, elke zaterdag kleren, behoedzaam op het aantal der apostelen. Het Frankische, de volkstaal en de Latijnse taal meester, onderwees hij de volkeren met drievoudige woordkunst. Otto de Derde vertrouwde hem de schaapskooi van Petrus toe, zelf tot het keizerschap gezalfd door verwante handen. En nadat hij [Gregorius] de ketens van het aardse vlees had afgelegd, plaatste deze [Otto III] hem onder de rechterzijde van zijn naamgenoot. Hij overleed op 18 februari. 
Cursief: tegenpaus